# Струски, Кароль
Кароль Струски (пол. Karol Struski; род. 18 января 2001, Люблин) — польский футболист, полузащитник клуба «Ракув». Выступал в национальной сборной Польши

## Карьера

### «Ягеллония»

#### Начало карьеры
Воспитанник футбольной академии польского клуба «Богданка». В 2013 году футболист перебрался в структуру клуба «Гурника». В 2017 году футболист перешёл в белостокскую «Ягеллонию», где продолжил выступать на юношеском уровне. В июле 2019 года футболист присоединился к молодёжной команде, а также в скором времени стал подтягиваться к матчам с основной командой. Дебютировал за клуб футболист 3 марта 2020 года в матче против щецинского клуба «Погонь». По итогу дебютного сезона футболист вместе с клубом завершил чемпионат на итоговом восьмом месте в турнирной таблице. На протяжении сезона футболист выступал за клуб в роли игрока замены, однако вышел на поле лишь дважды, почти все матчи проведя на скамейке запасных, результативными действиями не отличившись.

#### Аренда в «Гурник» Ленчна
В августе 2020 года футболист на правах арендного соглашения присоединился к своему юношескому клубу «Гурник», соглашение с которым рассчитано до коцна сезона. Дебютировал за клуб футболист 29 августа 2020 года в матче против клуба «Белхатув», выйдя на замену на 89 минуте. Первым результативным действием за клуб футболист отличился 30 сентября 2020 года в матче против клуба «Хробры Глогув», отдав голевую передачу. Своим дебютным забитым голом за клуб футболист отличился 11 ноября 2020 года в матче против клуба «Ястшембе». По итогу сезона футболист вместе с клубом завершил чемпионат на итоговом шестом месте, отправившись в раунд плей-офф за право на повышение в дивизионе, где в финале 20 июня 2021 года победили клуб ЛСК. На протяжении сезона футболист выступал за клуб в роли одного из основных игроков, отличившись забитым голом и результативной передачей. По окончании срока арендного соглашения футболист покинул клуб.

#### Сезон 2021/22
В июне 2021 года футболист вернулся в расположение белостокской «Ягеллонии», вместе с которой начал подготовку к новому сезону. Первый матч в новом сезоне футболист сыграл 24 июля 2021 года против гданьской «Лехии», выйдя на замену на 56 минуте. Первым результативным действием за клуб футболист отличился 20 ноября 2021 года в матче против краковской «Вислы», отдав голевую передачу. Своим дебютным забитым голом за клуб футболист отличился 14 февраля 2022 года в матче против клуба «Гурник». По итогу сезона футболист вместе с клубом завершил чемпионат на итоговом двенадцатом месте. На протяжении сезона футболист выступал за клуб в роли одного из основных игроков, отличившись забитым голом и 2 результативными передачами.

### «Арис» Лимасол

#### Сезон 2022/23
В июне 2022 года футболист перешёл в лимасольский «Арис», подписав с клубом четырёхлетний контракт. Начало сезона в лице квалификаций Лиги конференций УЕФА футболист пропустил, восстанавливаясь от перелома ключицы. В конце августа 2022 года футболист полноценно вернулся в расположение кипрского клуба. Дебютировал за клуб футболист 10 сентября 2022 года в матче против клуба АПОЭЛ, выйдя на замену в начале второго тайма. Дебютным забитым голом за клуб футболист отличился 23 октября 2022 года в матче против клуба «Эносис». В следующем матче 31 октября 2022 года против катокопиаской «Доксы» футболист отличился очередным забитым голом. Вместе с клубом футболист досрочно стал победителем кипрского чемпионата. На протяжении сезона футболист выступал за клуб в роли одного из основных игроков, отличившись 4 забитыми голами и 2 результативными передачами.

#### Сезон 2023/24
В июле 2023 года футболист вместе с клубом отправился на квалификационные матчи Лиги чемпионов УЕФА. Первый матч в рамках еврокубкового турнира сыграл 26 июля 2023 года против белорусского клуба БАТЭ. Однако затем футболист вместе с клубом вылетели в квалификации Лига Европы УЕФА. Первый матч в чемпионате футболист сыграл 21 августа 2023 года против клуба АЕК. В квалификационном раунде плей-офф Лиги Европы УЕФА футболист вместе с клубом победили словацкий «Слован», выйдя на групповой этап еврокубкового турнира. Первый матч в рамках группового этапа Лиги Европы УЕФА сыграл 21 сентября 2023 года против чешской «Спарты». Первым забитым голом в чемпионате отличился 21 октября 2023 года в матче против клуба «Этникос». По итогу группового этапа Лиги Европы УЕФА футболист вместе с клубом занял итоговое последнее место и завершил своё выступление на еврокубковом турнире. По итогу сезона футболист вместе с клубом завершил чемпионат на итоговом четвёртом месте. На протяжении сезона футболист выступал за клуб в роли одного из основных игроков, часть сезона пропустив из-за травм, отличившись 2 забитыми голами и 2 результативными передачами во всех турнирах.

#### Сезон 2024/25
Новый сезон футболист начал 24 августа 2024 года с матча против клуба «Кармиотисса», выйдя на поле в стартовом составе и отличившись также своими первыми в сезоне забитым голом и голевой передачей. В рамках Кубка Кипра футболист во втором раунде уступил «Пафосу», завершив своё выступление на турнире. По итогу основного этапа чемпионата футболист вместе с клубом остановились на итоговом втором месте, отправившись в чемпионский раунд. По итогу сезона футболист вместе с клубом стал серебряным призёром чемпионата. На протяжении сезона футболист выступал за клуб в роли одного из ключевых игроков, отличившись 5 забитыми голами и 9 результативными передачами, став лучшим ассистентом клуба. Всего за 3 сезона футболист провёл за кипрский клуб 100 матчей во всех турнирах, записав в свой актив 11 забитых голов и 14 результативных передач.

### «Ракув»
В июне 2025 года футболист перешёл в польский «Ракув», подписав с клубом четырёхлетний контракт. Сумма трансфера футболиста составила порядка 1 миллиона евро. Дебютировал за клуб 19 июля 2025 года в матче против клуба «Катовице», выйдя на поле в стартовом составе. В июле 2025 года вместе с клубом отправился на квалификационные матчи Лиги конференций УЕФА. Первый матч в рамках еврокубкового турнира сыграл 24 июля 2025 года против словацкой «Жилины», выйдя на поле в стартовом составе.

## Международная карьера
В 2021 году стал выступать за сборную Польши до 20 лет, вместе с которой выступал в Элитной лиге. В ноябре 2023 года футболист получил вызов в национальную сборную Польши. Дебютировал за сборную 21 ноября 2023 года в товарищеском матче против сборной Латвии.

## Достижения
«Арис» Лимасол
- Чемпион Кипра: 2022/23
- Обладатель Суперкубка Кипра: 2023